# Музей современного искусства (Исфахан)
Музей современного искусства в Исфахане (перс. موزه هنرهای تزئینی و معاصر اصفهان‎, англ. Contemporary Arts Museum Isfahan) — художественный музей в иранском городе Исфахан, основанный в 1997 году в здании бывшего королевского музея, построенном в XVII веке; в XIX веке в здании размещалась резиденция губернатора провинции; музей регулярно проводит выставки произведений современного искусства, созданных местными авторами.

## История и описание
Музей современного искусства был основан в городе Исфахан (Иран) в 1997 году в здании бывшего королевского музея, расположенном рядом с местным Музеем естественной истории. Музейное здание было возведено в центра города рядом с дворцом Чехель-сотун, входящим сегодня в список Всемирного наследия ЮНЕСКО, в XVII веке и являлось в годы правления династии Сефевидов небольшим королевским музеем. Здание в тот период было известно как «Jobbeh Khaneh» («дом оружия»), так как в музее хранилась значительная коллекция военных предметов и артефактов, связанных с военной историей.
В период правления в регионе династии Каджаров, музейное здание было отремонтировано и восстановлено; оно также было украшено лепниной (стукко), которая является главной архитектурной чертой данного периода. В интерьер было внесено множество изображений цветов и ваз, которые также являются отличительной чертой периода Каджаров. Кроме того, в годы правления Каджаров, здание было превращено в резиденцию губернатора провинции Исфахан — в здании поселился губернатор Массуд Мирза Зул Султан (Mass’oud Mirza Zell-e Soltan, 1850—1918). После того как для главы региона был построен специальный особняк, губернаторская резиденция переехала в него, а «дом оружия» был снова превращен в музей.
В XXI веке здание представляет широкой аудитории возможность познакомиться с современным международным искусством: как в рамках постоянной экспозиции, открытой в 1997 году, так и в ходе временных (тематических) выставок. Так в январе-феврале 2017 годы здесь прошла групповая выставка «RTL:LTR», представившая как местных авторов (например, фотографа Резу Арамеша), так и работы европейских художников (например, Йозефа Бауэра и Томаса Энценхофера). В феврале 2019 года, после двух выставок в Тегеране и Ширазе, в Исфахан прибыла выставка немецкого скульптора и оперного художника Гюнтера Юкера «Gunther Uecker — Tribute to Hafez» — основанная на персидских поэтических мотивах экспозиция была показана местной аудитории в залах Музея современного искусства.